# 果形海胆虫
果形海胆虫（学名：Echinomma frugifer）为星球虫科海胆虫属的动物。在中国，分布于南海等海域。